# DeWitt Jennings
Pour les articles homonymes, voir Jennings.

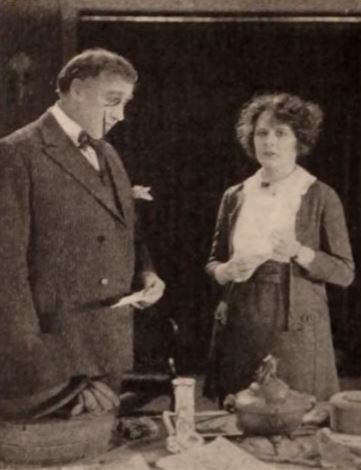
Dans The Greater Claim (1921)

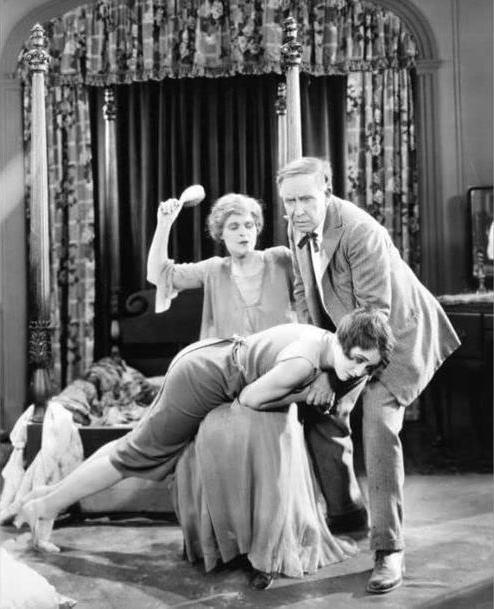
Dans Don't (1925)

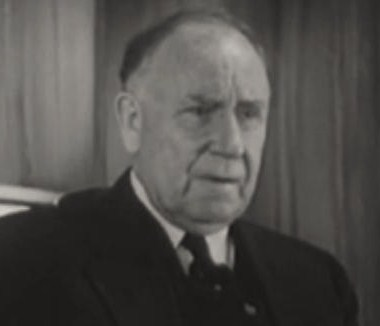
Dans ' (1933)

DeWitt (Clarke) Jennings, né le 21 juin 1871 à Cameron (Missouri), mort d'une crise cardiaque le 1er mars 1937 à Los Angeles — Quartier d'Hollywood (Californie), est un acteur américain.

## Biographie
D'abord acteur de théâtre, DeWitt Jennings débute en 1906 à Broadway (New York), où il joue dans dix-sept pièces. Mentionnons The Warrens of Virginia de William C. de Mille, représentée de décembre 1907 à octobre 1908, aux côtés de Cecil B. DeMille (frère de l'auteur) et de Mary Pickford (faisant alors ses débuts à Broadway). Sa dernière pièce sur les planches new-yorkaises est The Blue Flame, avec Theda Bara, produite en 1920.
Au cinéma, DeWitt Jennings apparaît dès 1915, notamment dans The Warrens of Virginia (son deuxième film, avec Blanche Sweet et James Neill) de Cecil B. DeMille, adaptation de la pièce éponyme pré-citée. Il retrouve le réalisateur sur deux autres films (parmi ses plus connus), le drame La Petite Américaine (1917, avec à nouveau Mary Pickford) et le western Le Mari de l'Indienne (1931, avec Warner Baxter et Lupe Vélez). En tout, il contribue à environ cent-cinquante films américains — dont une cinquantaine muets —, souvent dans des seconds rôles de policier ou de shérif (parfois dans des petits rôles non crédités).
Parmi ses autres films notables, citons Big House de George W. Hill (1930, avec Chester Morris et Wallace Beery), Le Code criminel d'Howard Hawks (1931, avec Walter Huston), ou encore Les Révoltés du Bounty de Frank Lloyd (version de 1935, avec Clark Gable et Charles Laughton). Ses derniers films sortent en 1937, année de sa mort brutale.

## Théâtre (à Broadway)
- 1906 : The Clansman de Thomas Dixon Jr.
- 1907 : The Struggle Everlasting d'Edwin Milton Royle, avec Arthur Byron
- 1907-1908 : The Warrens of Virginia (en) de William C. de Mille, produite par David Belasco, avec Cecil B. DeMille, Mary Pickford
- 1908 : L'Appel du Nord (The Call of the North) de George Broadhurst (en), d'après le roman de Stewart Edward White, avec Grant Mitchell (adaptée au cinéma en 1914)
- 1908 : Mrs Peckham's Carouse de George Ade
- 1909 : The Builder of Bridges d'Alfred Suto
- 1910 : The Cheater de Louis Mann, d'après le roman de Wilhelm Jacoby et Arthur Lipshitz
- 1910-1911 : The Gamblers de Charles Klein
- 1912 : The Ne'er-do-well de Charles Klein, d'après le roman de Rex Beach
- 1912 : Mer Man d'Augustus Thomas
- 1914-1915 : Under Cover de Roi Cooper Megrue, avec Ralph Morgan, Lucile Watson
- 1916 : The Fear Market d'Amelie Rives, avec Lucile Watson
- 1916 : The Silent Witness d'Otto Hauerbach, avec Richard Hale, Henry Kolker
- 1918 : Keep Her Smiling de John Hunter Booth
- 1919 : The Woman in Room 13 de Samuel Shipman et Max Marcin, avec Lowell Sherman, Charles Waldron
- 1919 : The Red Dawn de Thomas Dixon Jr.
- 1920 : The Blue Flame de George V. Hobart et John Willard, avec Theda Bara, Alan Dinehart

## Filmographie
- 1915 : The Deep Purple (en) de James Young
- 1915 : The Warrens of Virginia de Cecil B. DeMille
- 1915 : Aux abois (en) (At Bay) de George Fitzmaurice
- 1917 : La Petite Américaine (The Little Princess) de Cecil B. DeMille et Joseph Levering
- 1918 : The Hillcrest Mystery (en) de George Fitzmaurice
- 1919 : His Woman de George Terwilliger (court métrage)
- 1921 : From the Ground Up (en) d'E. Mason Hopper
- 1921 : The Poverty of Riches (en) de Reginald Barker
- 1921 : Hérédité (The Invisible Power), de Frank Lloyd
- 1921 : Beating the Game (en) de Victor Schertzinger
- 1921 : The Greater Claim (en) de Wesley Ruggles
- 1922 : Cœur de père (Flesh and Blood) d'Irving Cummings
- 1922 : Mixed Faces (en) de Rowland V. Lee
- 1922 : The Right that failed (en) de Bayard Veiller
- 1923 : Marin d'eau douce (Out of Luck) d'Edward Sedgwick
- 1923 : À l'abri des lois (Within the Law) de Frank Lloyd
- 1923 : L'Enfant du cirque (Circus Days) d'Edward F. Cline
- 1924 : Le Glaive de la loi (Name the Man) de Victor Sjöström
- 1924 : Les Gaietés du cinéma (Merton of the Movies) de James Cruze
- 1924 : The Silent Watcher de Frank Lloyd
- 1924 : The Heart Bandit (en) d'Oscar Apfel
- 1924 : Les Parvenus (The Gaiety Girl) de King Baggot
- 1924 : By Divine Right (en) de Roy William Neill
- 1924 : Une femme d'affaires (Along Came Ruth) de Edward Cline
- 1924 : The Deadwood Coach de Lynn Reynolds
- 1925 : La Sorcière (The Mystic) de Tod Browning
- 1925 : Don't (en) de Alfred J. Goulding
- 1925 : The Re-Creation of Brian Kent (en) de Sam Wood
- 1925 : Les Orphelins de la mer (The Splendid Road) de Frank Lloyd
- 1926 : Invalide par amour (Chip of the Flying U) de Lynn Reynolds
- 1926 : The Ice Flood (en) de George B. Seitz
- 1926 : The Passionate Guest de J. Stuart Blackton
- 1926 : Exit Smiling de Sam Taylor
- 1926 : While London Sleeps de Howard Bretherton
- 1926 : The Fire Brigade de William Nigh
- 1927 : Great Mail Robbery de George B. Seitz
- 1927 : Two Arabian Knights de Lewis Milestone
- 1927 : McFadden's Flats de Richard Wallace
- 1928 : The Night Flyer (en) de Walter Lang
- 1928 : Mariez-vous ! (Marry the Girl) de Phil Rosen
- 1928 : The Crash de Edward F. Cline
- 1928 : Me, Gangster de Raoul Walsh
- 1929 : Je suis un assassin (The Valiant) de William K. Howard
- 1929 : Red Hot Speed (en) de Joseph Henabery
- 1929 : Le Procès de Mary Dugan (The Trial of Mary Dugan) de Bayard Veiller
- 1929 : Fox Movietone Follies of 1929 de David Butler
- 1929 : Seven Keys to Baldpate (en) de Reginald Barker
- 1930 : The Bat Whispers de Roland West
- 1930 : Min and Bill de George W. Hill
- 1930 : Les Révoltés (Outside the Law) de Tod Browning
- 1930 : La Piste des géants (The Big Trail) de Raoul Walsh
- 1930 : Big House (The Big House) de George W. Hill
- 1930 : Redemption de Fred Niblo
- 1930 : In the Next Room d'Edward F. Cline
- 1931 : Arrowsmith de John Ford
- 1931 : Salvation Nell de James Cruze
- 1931 : Caught Plastered de William A. Seiter
- 1931 : Le Code criminel (The Criminal Code) de Howard Hawks
- 1931 : The Deceiver (en) de Louis King
- 1931 : Élection orageuse (Politics) de Charles Reisner
- 1931 : Le Mari de l'Indienne (The Squaw Man) de Cecil B. DeMille
- 1931 : A Dangerous Affair (en) d'Edward Sedgwick
- 1931 : Tribunal secret (The Secret Six) de George W. Hill
- 1931 : Trapped (en)  de Bruce M. Mitchell
- 1932 : Les Danseurs dans la nuit (Dancers in the Dark) de David Burton
- 1932 : Le Professeur (Speak Easily) d'Edward Sedgwick
- 1932 : Midnight Morals (en) d'E. Mason Hopper
- 1932 : Silence... on tourne ! (Movie Crazy) de Clyde Bruckman et Harold Lloyd
- 1932 : Valet d'argent (Silver Dollar) d'Alfred E. Green
- 1933 : Masques de cire (Mystery of the Wax Mu🇧🇪) de Michael Curtiz
- 1933 : A Lady's Profession (en) de Norman Z. McLeod
- 1933 : Reform Girl (en) de Sam Newfield
- 1933 : Police Car 17 (en) de Lambert Hillyer
- 1933 : One Year Later (en) d'E. Mason Hopper
- 1934 : Et demain ? (Little Man, What Now ?) de Frank Borzage
- 1934 : Massacre d'Alan Crosland
- 1934 : A Man's Game (en) de D. Ross Lederman
- 1934 : Les Amants fugitifs (Fugitive Lovers), de Richard Boleslawski
- 1934 : Death on the Diamond d'Edward Sedgwick
- 1934 : The President Vanishes de William A. Wellman
- 1934 : Secret of the Chateau de Richard Thorpe
- 1934 : Une méchante femme (A Wicked Woman) de Charles Brabin
- 1934 : Charlie Chan's Courage d'Eugene Forde et George Hadden : Constable Brackett
- 1935 : Mary Jane's Pa (en) de William Keighley
- 1935 : Murder on a Honeymoon (en) de Lloyd Corrigan
- 1935 : Les Révoltés du Bounty (Mutiny on the Bounty) de Frank Lloyd
- 1935 : La Jolie Batelière (The Farmer Takes a Wife) de Victor Fleming
- 1935 : Village Tale de John Cromwell
- 1935 : A Dog of Flanders d'Edward Sloman
- 1936 : Le Chant des cloches (Sins of Man) d'Otto Brower et Gregory Ratoff
- 1936 : Le Doigt qui accuse (The Accusing Finger) de James P. Hogan
- 1936 : The Crime of Dr. Forbes de George Marshall
- 1937 : Nancy Steele a disparu (Nancy Steele is missing !) de George Marshall
- 1937 : Sa dernière chance (This is My Affair) de William A. Seiter
- 1937 : Week-end mouvementé (Fifty Roads to Town) de Norman Taurog
- 1937 : Le Dernier Négrier (Slave Ship) de Tay Garnett
- 1937 : That I May Live d'Allan Dwan